# Dangerfield Newby
Pour les articles homonymes, voir Newby.
Dangerfield Newby est un esclave affranchi puis abolitionniste américain né en 1825 dans le comté de Fauquier, en Virginie, et mort le 16 octobre 1859 à Harpers Ferry, alors en Virginie. Il est connu pour avoir participé au raid de John Brown contre Harpers Ferry, dont il est l'une des premières victimes.